# Raon-l'Étape
Raon-l'Étape är en kommun i departementet Vosges i regionen Grand Est (tidigare regionen Lorraine) i nordöstra Frankrike. Kommunen ligger i kantonen Raon-l'Étape som tillhör arrondissementet Saint-Dié-des-Vosges. År 2022 hade Raon-l'Étape 6 011 invånare.

## Befolkningsutveckling
Antalet invånare i kommunen Raon-l'Étape
| Referens: INSEE |